# ISFJ

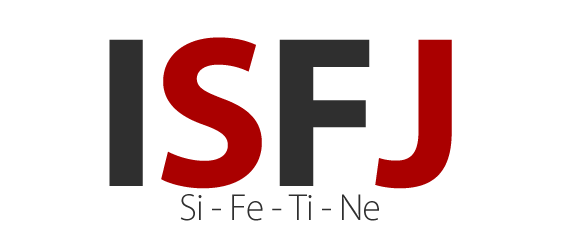
ISFJ.

ISFJ (Introversión, Sensación, Sentimiento, Juzgador) es una abreviatura utilizada en las publicaciones del Indicador de Tipo de Personalidad de Myers-Briggs (MBTI) para referirse a uno de dieciséis tipos de personalidad. La evaluación del MBTI se desarrolló a partir del trabajo del prominente psiquiatra Carl Jung en su libro Tipos psicológicos. Jung propuso un tipo de personalidad pisocológica basado en las teorías de las funciones cognitivas que se desarrollaron a través de sus observaciones clínicas.
De la obra de Jung, otros estudiosos desarrollaron diferentes tipologías psicológicas. Jung evaluaciones de la personalidad incluir la evaluación MBTI, desarrollado por Isabel Briggs Myers y Katharine Cook Briggs y el Temperamento Clasificador Keirsey, desarrollado por David Keirsey. Keirsey a que se refiere como ISFJ Protectores, uno de los cuatro tipos pertenecientes al temperamento que llamó el Guardianes ISFJs representan aproximadamente el 9-14% de la población. Los ISFJ son amables, trabajadores, emocionales y altruistas. Personas que disfrutan de ayudar a los demás, a diferencia de los ESFJ que son más extrovertidos e interactúan más en reuniones sociales, los ISFJ no llaman tanto la atención y pueden pasar desapercibidos. Si se necesita ayuda con algo es muy probable que el ISFJ ofrezca echar una mano. Les gusta la rutina, son organizados y responsables.